# 阿列克谢·阿列维奇·哈拉莫夫
阿列克谢·阿列维奇·哈拉莫夫（俄语：Алексей Алексеевич Харламов，1840年—1925年）是俄国画家。

## 生平
1840年10月18日出生于俄国伏尔加河畔薩拉托夫附近的农村农奴家庭。1850年，父母获得自由。1854年，他获得圣彼得堡列宾美术学院的旁听生资格。后来凭画作多次得奖。1868年毕业，1869年获奖学金到巴黎学习。
1870年，黑森-萊茵的郡主瑪麗亞·亞歷山德羅芙娜买下了他的一幅画。之后，他来到布鲁塞尔和伦敦等地旅行，参观绘画大师的美术展。同年11月，他得到了学院的允许，留在海牙，复制模仿伦勃朗的《尼古拉斯·杜爾博士的解剖學課》。1872年参观了里歐·博納的独立工作室，一些画作在1873年维也纳世界博览会上获得了铜奖。
1878年，在巴黎世界博览会上展出了画作，其中一幅肖像画获得了二等奖。1879年被邀请参与莫斯科基督救世主主教座堂的设计。
1925年4月10日在法国巴黎的工作室逝世，享年84岁。

## 荣誉
- 1900年：法國榮譽軍團勳章[4]
- 1902年：圣弗拉基米尔奖章[4]

## 遗产
2006年，画作《小女裁缝》伦敦一所拍卖行以61万英镑的价格成交；2007年，《年轻的卖花女》在纽约苏富比以近三百万美元的价格成交。如今，他的画作散布在特列季亚科夫画廊、俄羅斯博物館以及阿斯特拉罕、海參崴、克拉斯诺达尔、雷宾斯克、伊爾庫茨克、伯力和雅罗斯拉夫尔等各地的博物馆。

## 图集

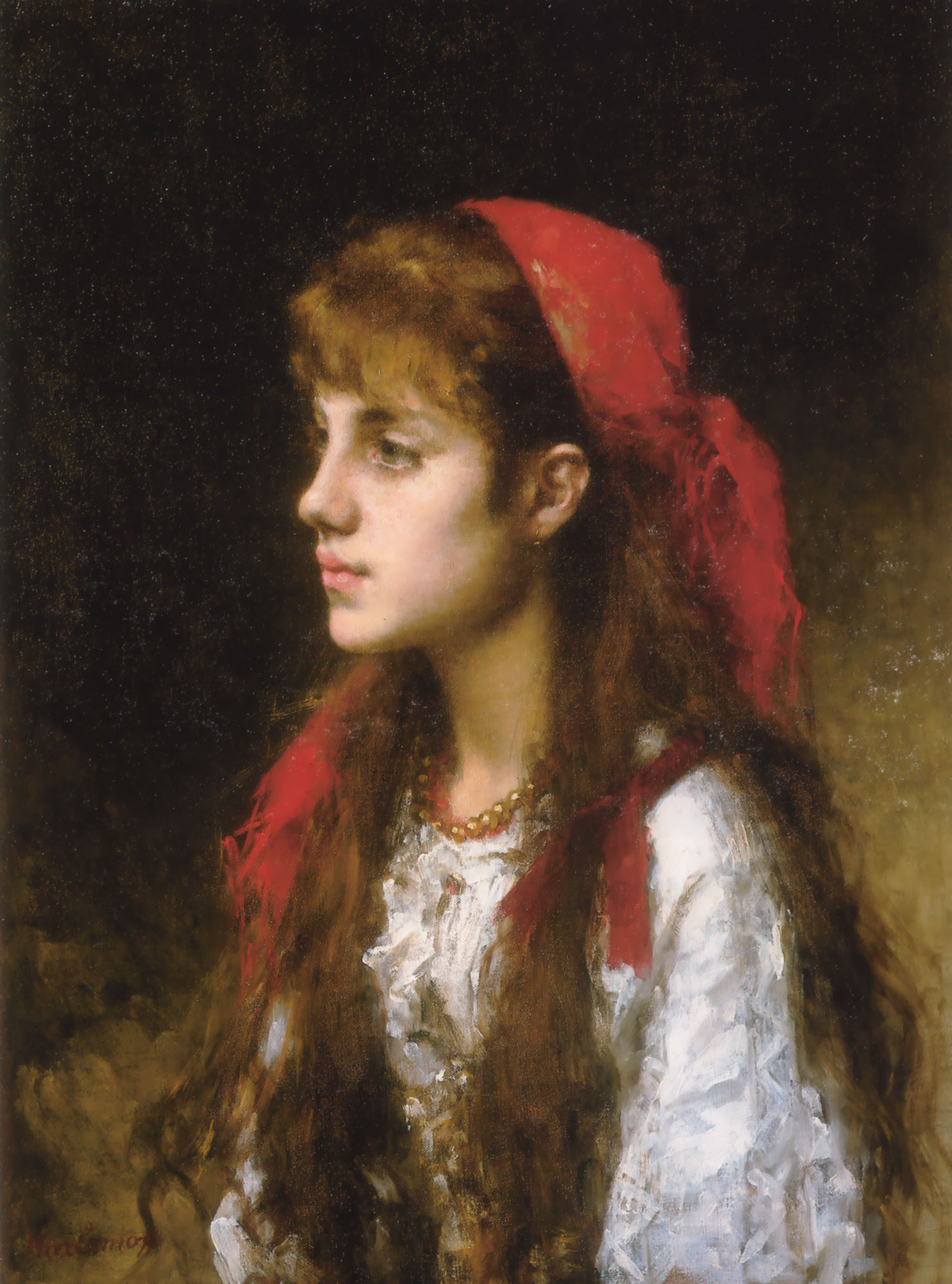
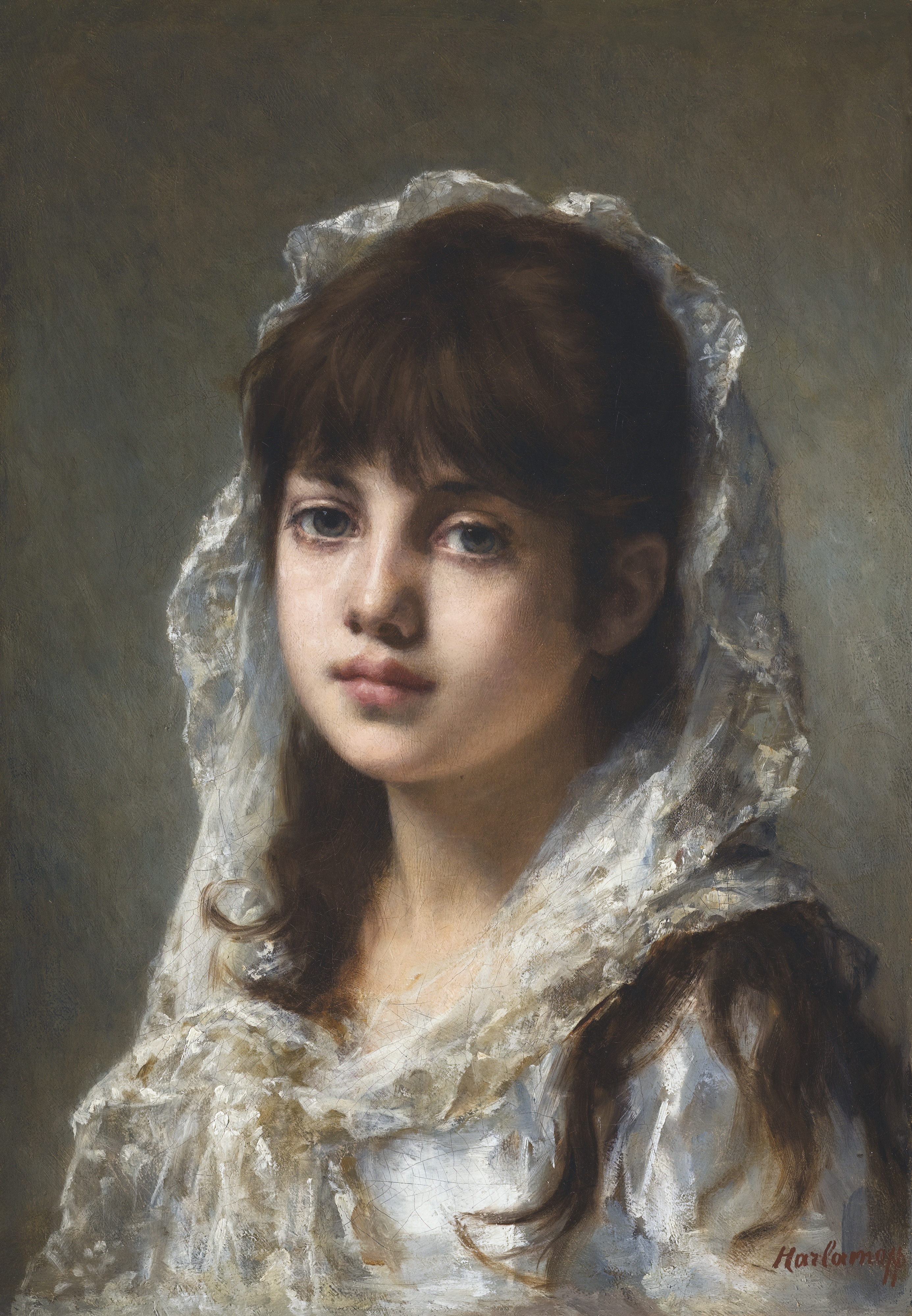
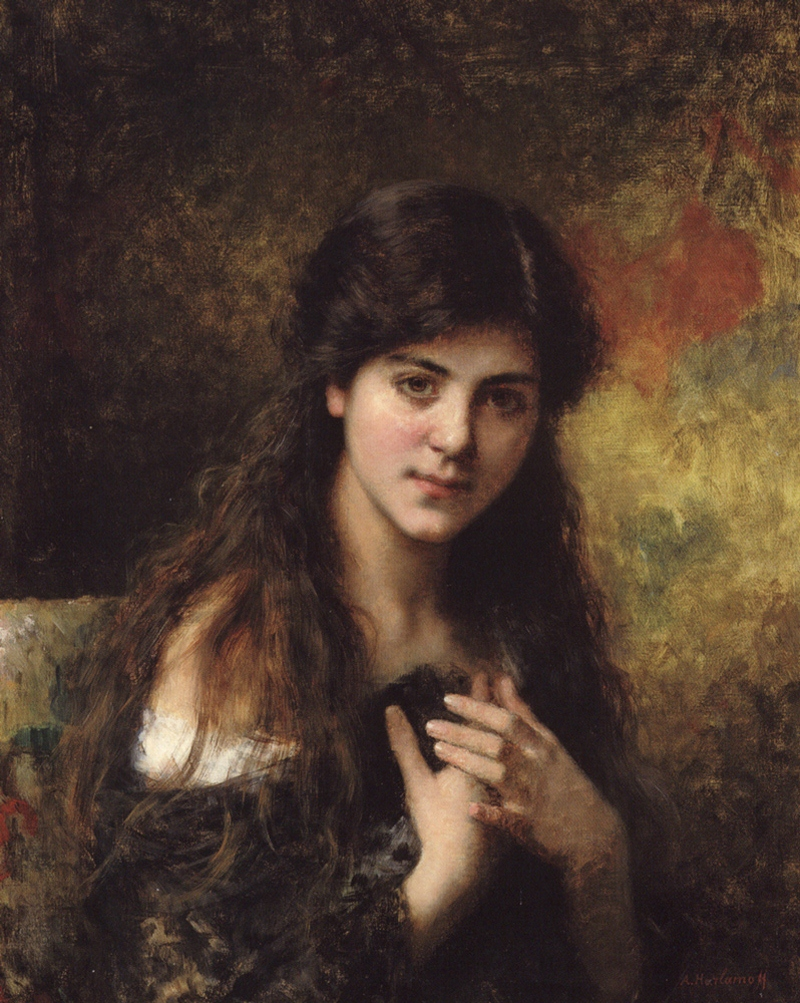
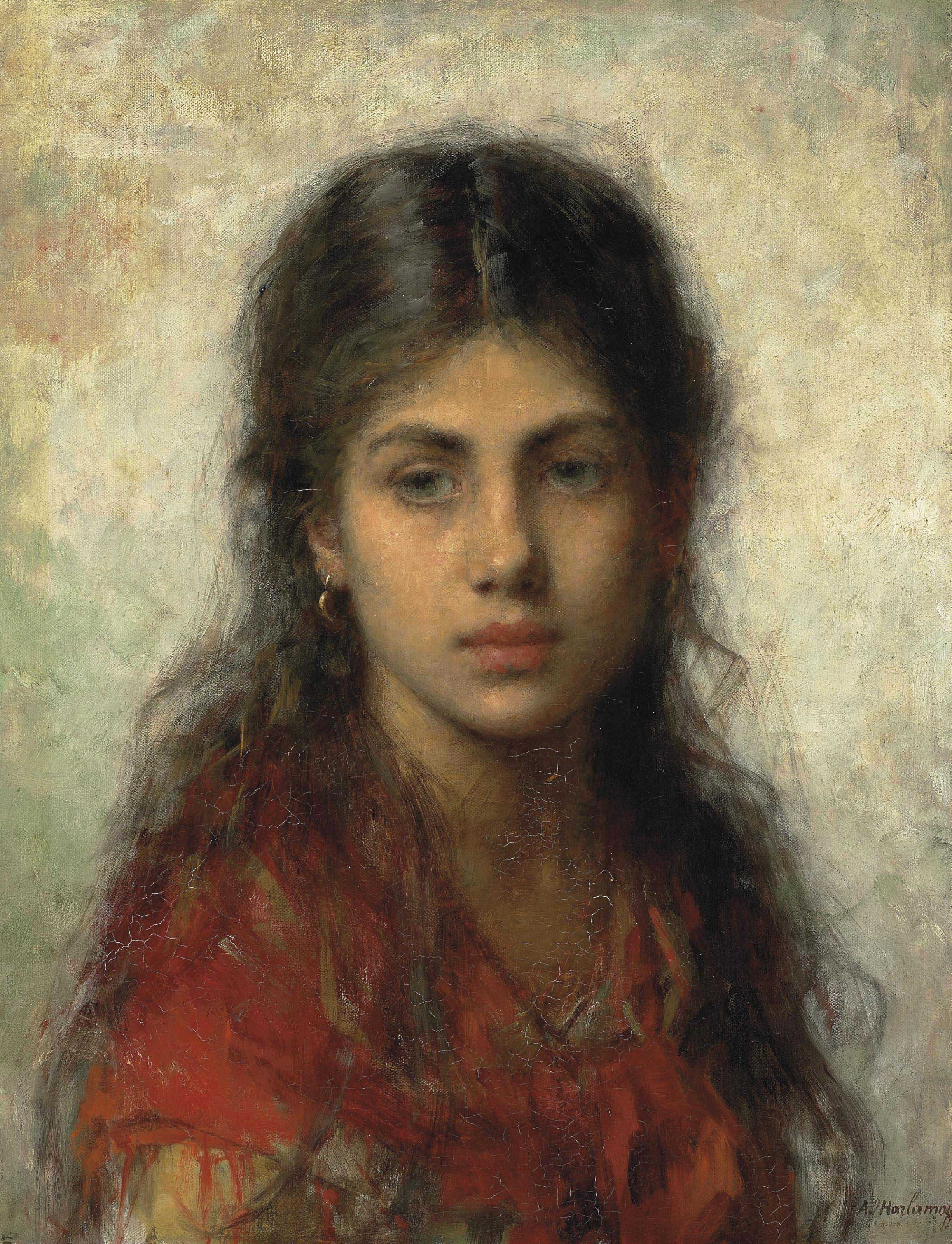
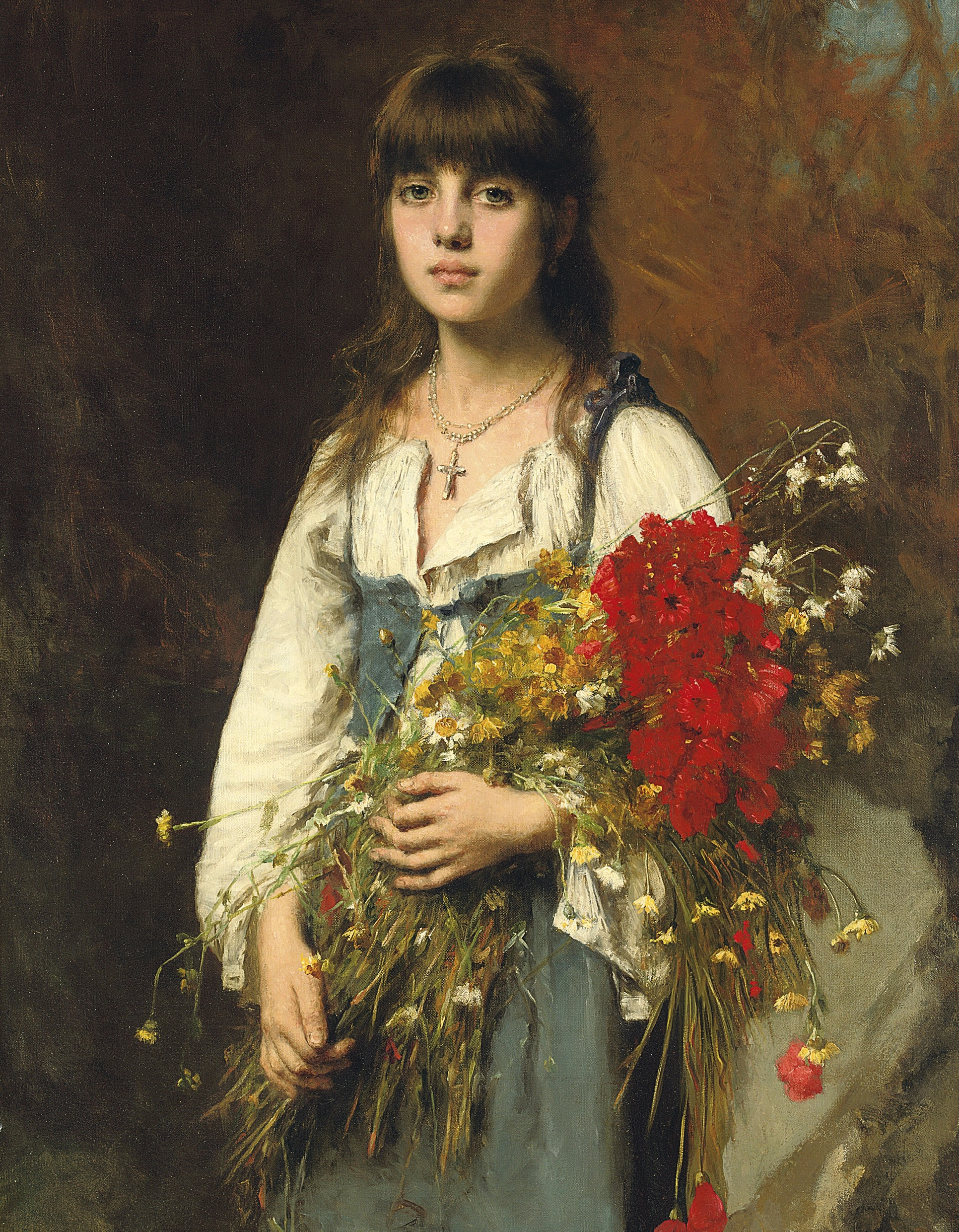
夏日
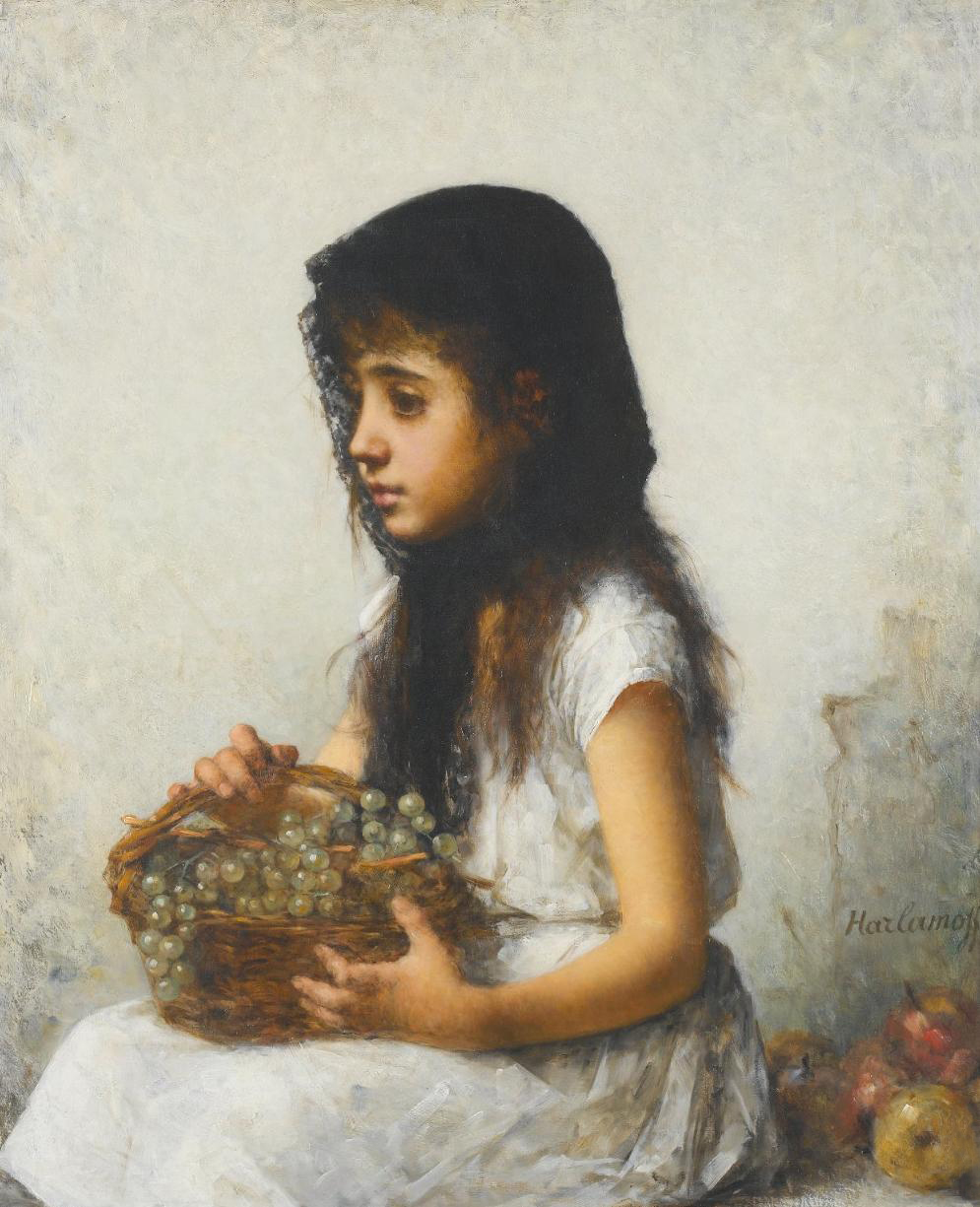
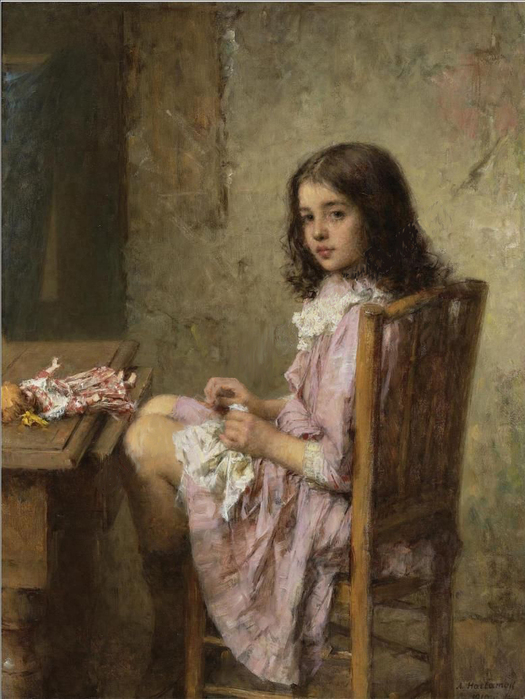
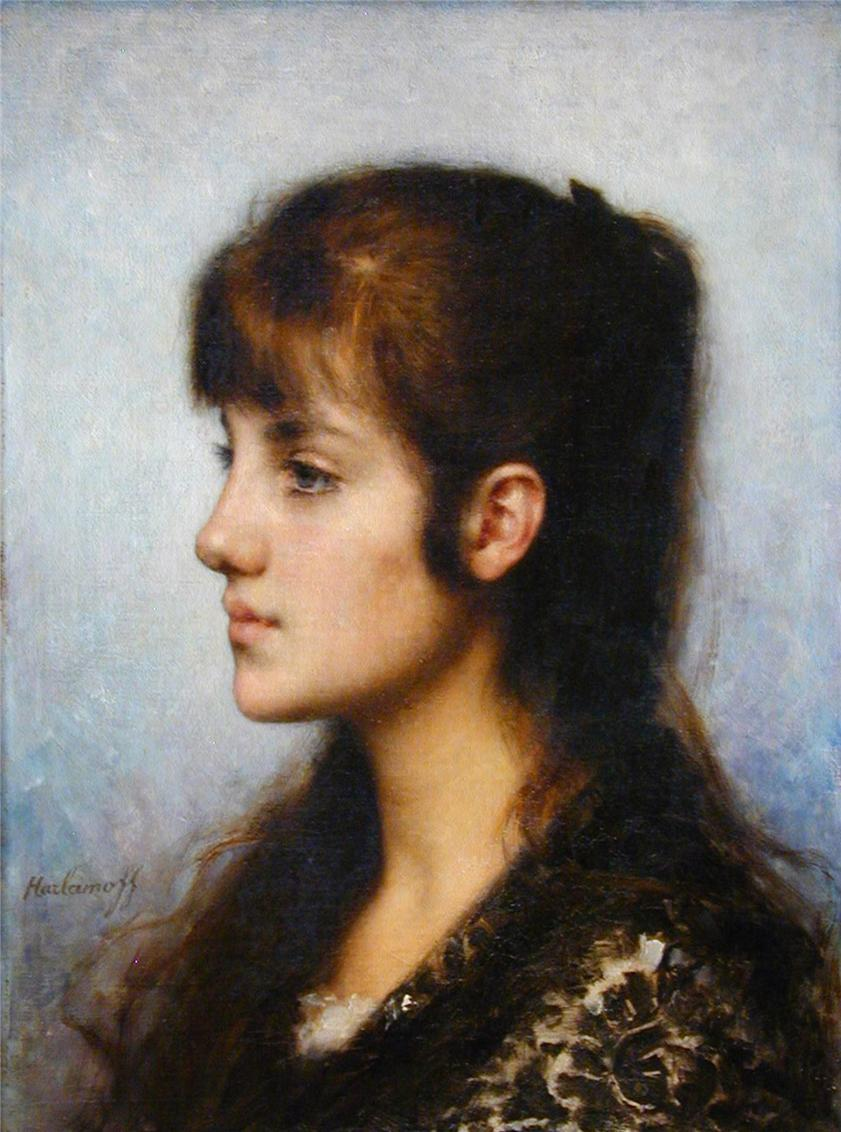
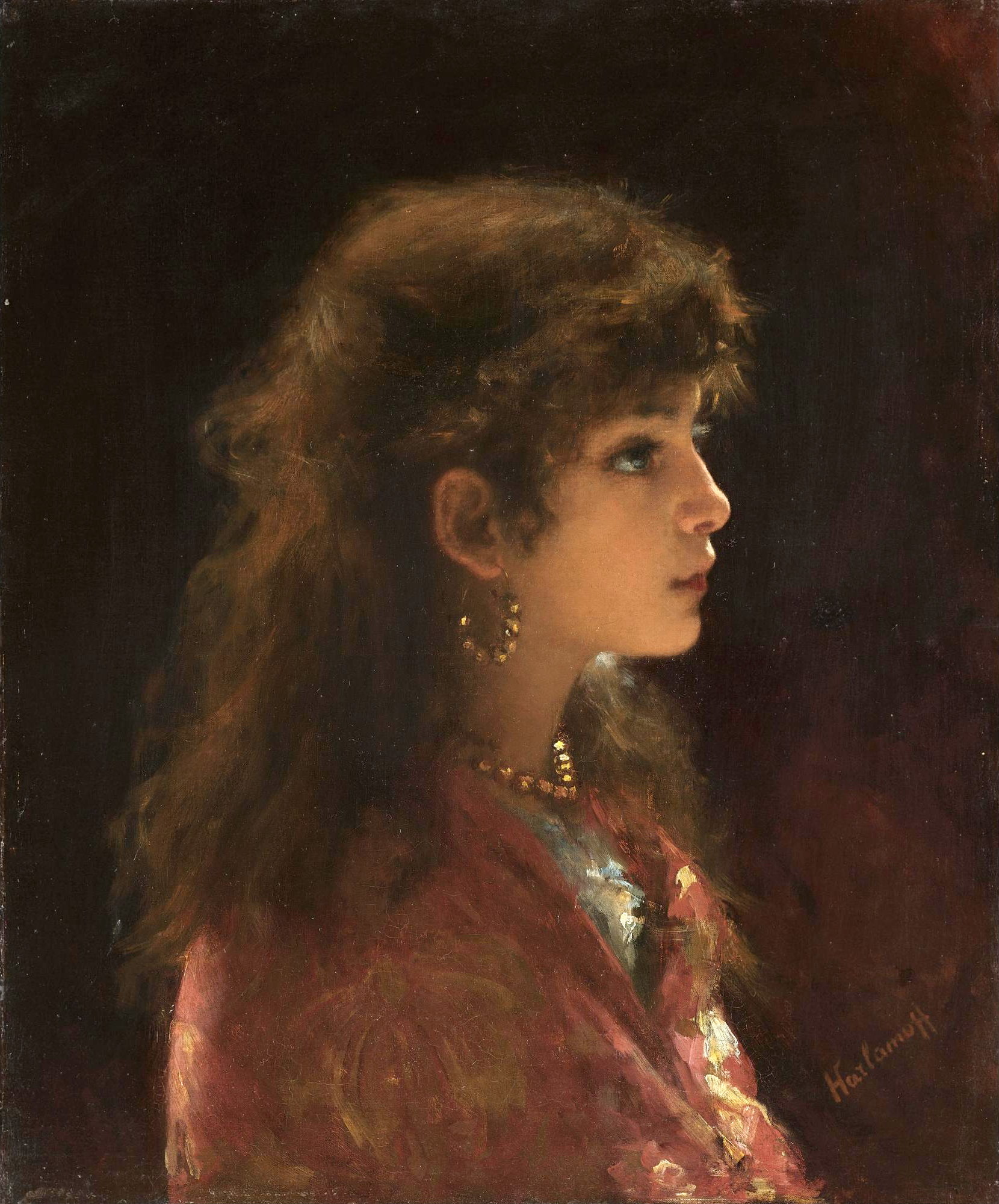
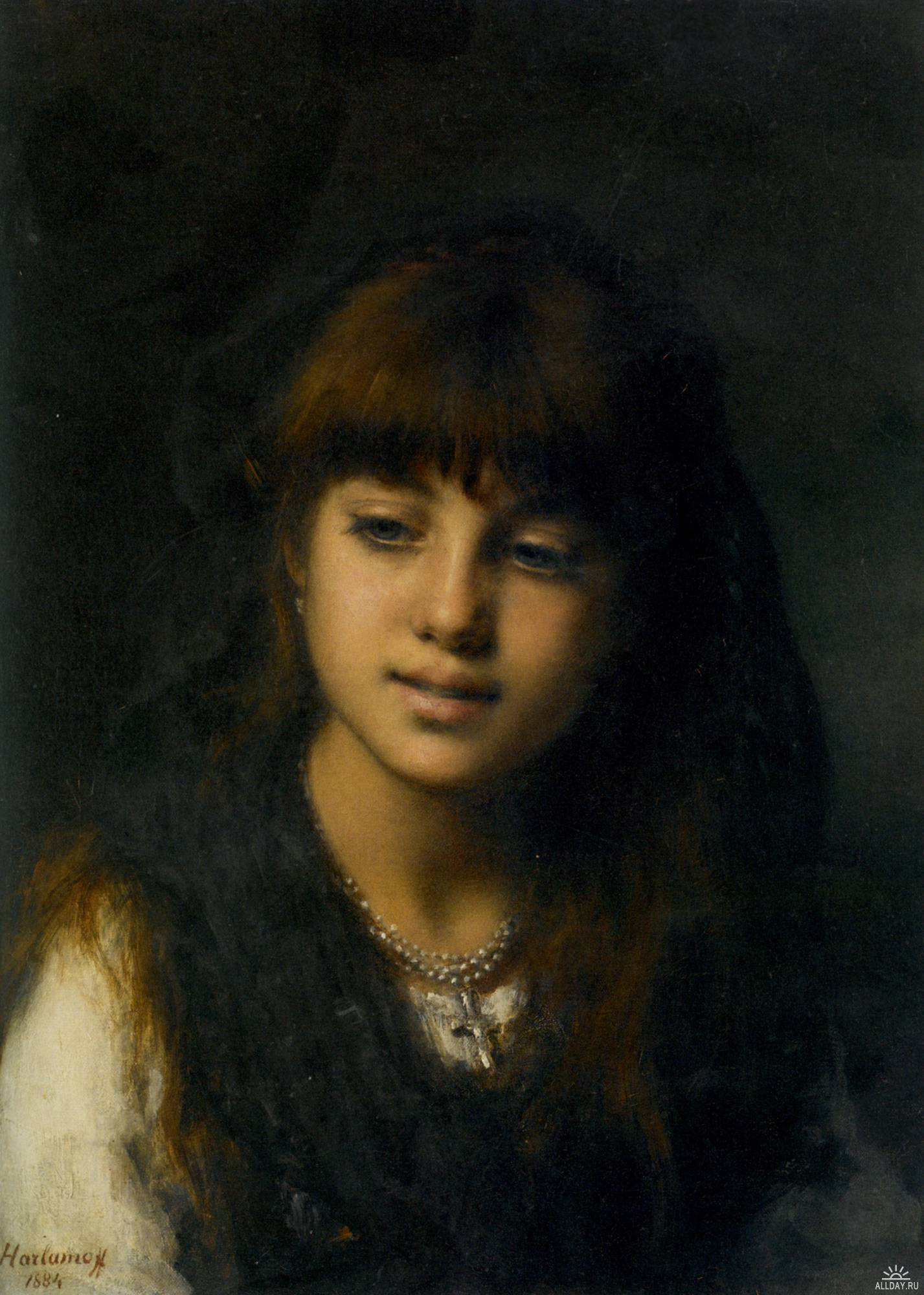
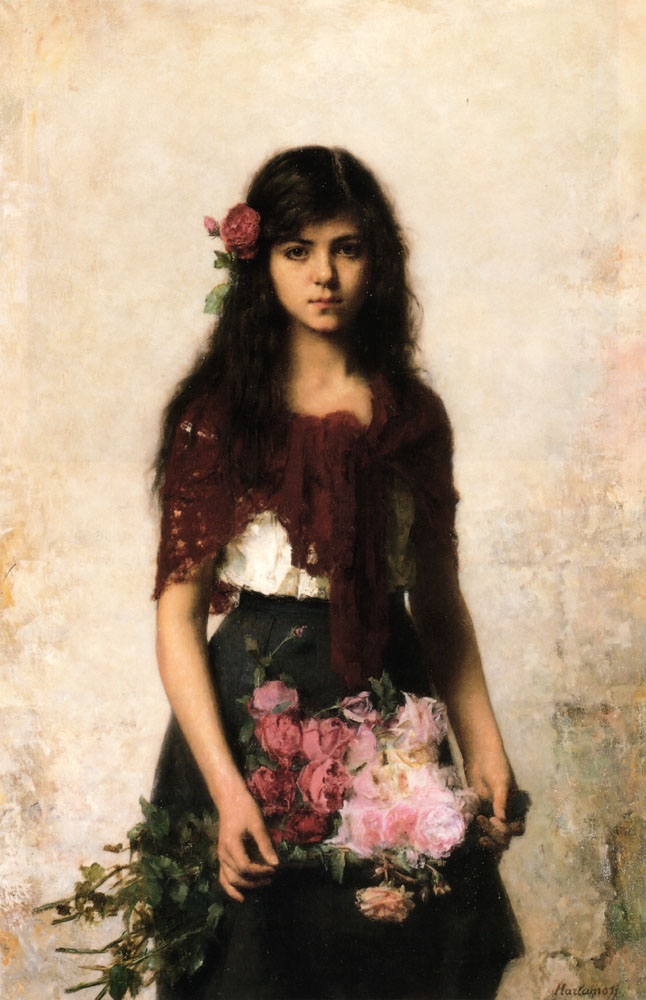